# 外廚增十一
船尾座21，又名BD-15 2362，HD 69665、SAO 154076、HR 3257，是船尾座的一颗恒星，视星等为6.16，位于銀經237.58，銀緯10.66，其B1900.0坐标为赤經8h 12m 48s，赤緯-15° 10.66′ 31″。